# Touchdown

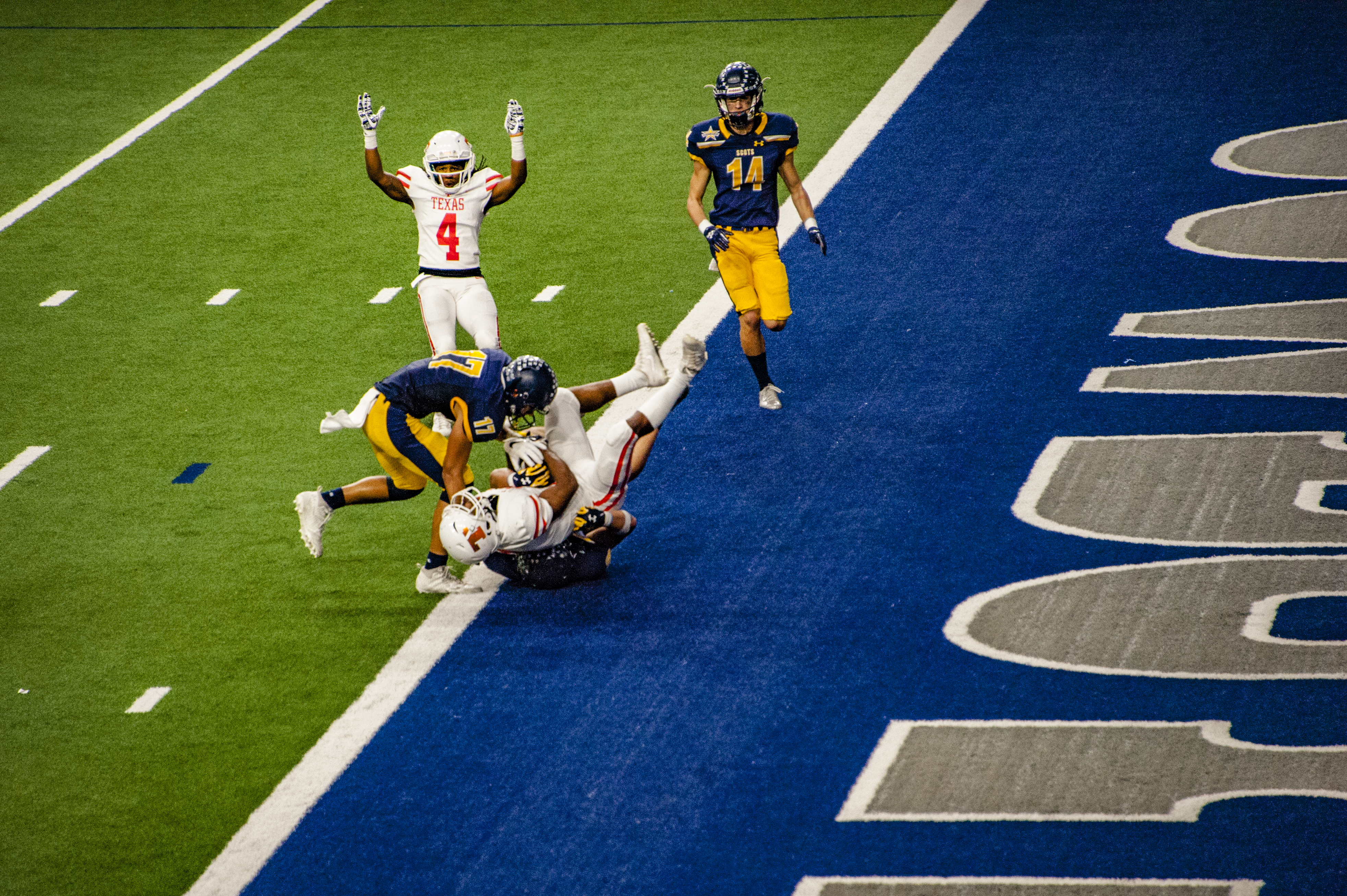
Un giocatore della Texas High School attraversa la linea di end zone con la palla durante una partita contro la Highland Park High School per segnare un touchdown.

Il touchdown nel football americano, football canadese, football a 9 e football a 8 è la meta, che vale sei punti. Può essere segnato essenzialmente in due modi: ricevendo un passaggio al volo all'interno dell'area di meta (end zone) o varcando la stessa con il pallone in mano. Perché la segnatura sia valida è necessario che qualsiasi porzione del pallone oltrepassi in linea d'aria l'inizio dell'area di meta e che un giocatore in fase di attacco (quindi anche un giocatore con un ruolo difensivo che si dirige verso la end-zone avversaria dopo aver intercettato un pallone o dopo aver recuperato un fumble, cioè una palla persa dall'avversario) ne abbia il possesso.
Originariamente, a metà del XIX secolo, era necessario per la segnatura che il giocatore schiacciasse la palla a terra, come accade ancora nel rugby; nel 1899 questa regola venne modificata nella versione attuale per evitare contatti violenti gratuiti.
All'inizio della storia del football il touchdown (come del resto la meta nel rugby) non dava alcun punto, ma solo la possibilità di un calcio piazzato. Nel 1912 la regola cambiò e si decise per l'assegnazione diretta di punti a seguito del touchdown e possibilità d'incrementare i punti con trasformazione tramite calcio piazzato. Inizialmente i punti attribuiti per touchdown ed eventuale trasformazione erano rispettivamente tre e due (come per il rugby). Successivamente, allo scopo di premiare la realizzazione del touchdown rispetto a quella del calcio di punizione (che allora dava anch'esso tre punti, come avviene tuttora anche se questa scelta è molto meno usata rispetto al rugby) si passò a sei punti per il touchdown e a un solo punto per la successiva trasformazione con calcio piazzato. Inoltre, mentre prima la posizione del calcio piazzato per la trasformazione avveniva con regole simili a quelle del rugby (dipendeva cioè dal punto in cui era stato segnata la meta) adesso esso viene calciato in posizione frontale e ravvicinata davanti alla porta a U. Altra differenza sostanziale rispetto al rugby è che il calcio di trasformazione avviene in modalità contesa e con regole simili a quella dello scrimmage. La squadra in difesa sta all'inizio sulla linea di meta mentre la linea di attacco sta a 2 yard e il giocatore che inizia il gioco la passa all'indietro dove un giocatore la blocca tenendola ferma mentre il calciatore (kicker) la calcia tra i pali. La squadra in difesa può cercare avanzando rapidamente di intercettare il pallone calciato. Ciò rende spettacolare e incerta la trasformazione. Anche se la trasformazione avviene nella maggior parte dei casi non è raro che un giocatore della difesa riesca a respingere la palla e in alcuni casi addirittura ad impossessarsene riuscendo a segnare un touchdown dopo aver percorso tutto il campo.